# Бразильская неясыть
Бразильская неясыть, или Бразильская рыжая неясыть (лат. Strix hylophila) — птица, относящаяся к семейству совиных отряда совообразных.

## Описание
Бразильская неясыть обитает в южной Бразилии, Парагвае и северной Аргентине. Эти средних размеров совы (33—38 см), и массой 285—340 грамм имеют рыжевато-коричневую окраску и темные глаза. Питается в основном насекомыми, грызунами, иногда мелкими птицами и рептилиями. Бразильская неясыть предпочитает плотные леса, в результате чего слабо изучена, под вопросом находится их численность и систематическая классификация этого вида. Размножается в августе-октябре, и гнездятся в дуплах деревьев. Инкубационный период составляет в среднем 29 дней. Птенцы покидают гнездо через пять недель после рождения, и становятся полностью независимыми примерно через четыре месяца.